# BMW VI
Der BMW VI (ab 1933 als BMW 106 mit Benzin-Direkteinspritzung produziert) war ein flüssigkeitsgekühlter Zwölfzylinder-Flugmotor von BMW mit einem Hubraum von 46,9 Litern.
Der von 1926 bis 1937 in Serie gebaute Zwölfzylinder war der erste V-Motor des Unternehmens und stellte das Endglied der älteren flüssigkeitsgekühlten BMW-Flugmotoren mit einzeln stehenden Zylindern dar.

## Geschichte
Nachdem im Juni 1923 die Junkers Flugzeugwerke 100 Motoren vom Typ BMW IIIa bestellt hatten, nahm BMW die Fertigung von Flugmotoren wieder auf.
Die Reichswehr zeigte großes Interesse an einem Zwölfzylindermotor und erteilte BMW 1924 den offiziellen Entwicklungsauftrag. Damit hoffte man, Anschluss an die französischen und britischen Zwölfzylinder-Flugmotoren – wie den Renault 12 Kb oder den Napier Lion V – mit Leistungen von über 450 PS herzustellen.
Grundlage war der Sechszylinder-Reihenmotor BMW IV, der gemäß einem schon 1919 projektierten Konzept um eine weitere im Winkel von 60° stehende Zylinderbank erweitert wurde. Die Entwicklung unter der Leitung von Max Friz war daher schon 1925 abgeschlossen. Das Triebwerk erlangte bereits am 8. Februar 1926 bei der Deutschen Versuchsanstalt für Luftfahrt (DVL) in Berlin-Adlershof die Musterprüfung und damit die Zulassung für den Einbau in deutsche Flugzeuge.
Der BMW VI besaß die bei Flugmotoren übliche Doppelzündanlage mit zwei Zündkerzen je Zylinder und zwei Bosch-Magnetzündern mit automatischer oder manueller Zündzeitpunktverstellung. Das Anlassen geschah entweder mit einem Schwungkraftanlasser oder mit Pressluft. Die Druckumlaufschmierung wurde mittels einer Zahnradpumpe sichergestellt. Jede Zylinderbank hatte eine durch Königswelle angetriebene obenliegende Nockenwelle, die pro Zylinder ein Ein- und Auslassventil betätigte.
Nach der Musterzulassung wurde die Serienfertigung noch 1926 aufgenommen. 1930 lieferte BMW bereits den tausendsten Motor aus. 1933 wurden mit diesem Typ erste Versuche mit einer Benzin-Direkteinspritzung durchgeführt.
Der BMW VI war außerordentlich sparsam und galt als sehr zuverlässig. Die Deutsche Luft Hansa nutzte im Südatlantikverkehr Flugboote des Typs Dornier Do J „Wal“ mit diesem Triebwerk. Die von Amundsen bei seiner Arktis-Expedition eingesetzten beiden Dornier Wal flogen ebenfalls mit BMW-VI-Motoren. Dank der Zuverlässigkeit des Motors gelangen mehrere Rekordflüge, so die Weltumrundung im Jahr 1930 durch Wolfgang von Gronau mit einer Dornier Wal. Der 1930 gebaute Schienenzeppelin hatte ebenfalls einen BMW-VI-Motor.
Nachdem BMW 1928 in den USA die Lizenz zum Nachbau des luftgekühlten Neunzylinder-Sternmotors Pratt & Whitney R-1690 (P & W Hornet A) erworben hatte, konzentrierte sich die Fertigung ab 1933 auf den daraus entwickelten BMW 132 und der Bau der BMW-VI-Motoren wurde 1937 eingestellt.
Das Auto- und Technikmuseum Sinsheim verwendet einen BMW VI der Baureihe 8 in seinem Experimentalfahrzeug „Brutus“.
Lizenzabkommen gab es sowohl mit Japan (als Kawasaki Ha-9) als auch der UdSSR, wo der Motor ab dem Herbst 1929 als M-17 und M-17T gefertigt wurde. Allein von diesem wurden, neben bis 1932 durchgeführten Importen des BMW VI, im Motorenwerk Nr. 26 in Rybinsk zwischen 1930 und 1937 in verschiedenen Varianten 27.534 Stück hergestellt. Aus dem M-17 wurde von Alexander Mikulin der M-34 entwickelt, dessen Serienbau 1932 begann.

## Verwendung
Der BMW VI wurde unter anderem in folgenden Flugzeugen eingesetzt:
- Arado Ar 65
- Arado Ar 68
- Arado SSD I
- Berijew MBR-2
- Dornier Wal
- Dornier Merkur
- Dornier Delphin
- Dornier Do 14
- Dornier Do 17
- Dornier Do 23
- Focke-Wulf A 29
- Heinkel HE 5
- Heinkel HE 9
- Heinkel He 45
- Heinkel He 51
- Heinkel He 60
- Heinkel He 70
- Heinkel He 111
- Kawasaki Ki-10
- Kawasaki Ki-32
- Rohrbach Rofix
- Rohrbach Romar
- Tupolew TB-1
- Tupolew R-7

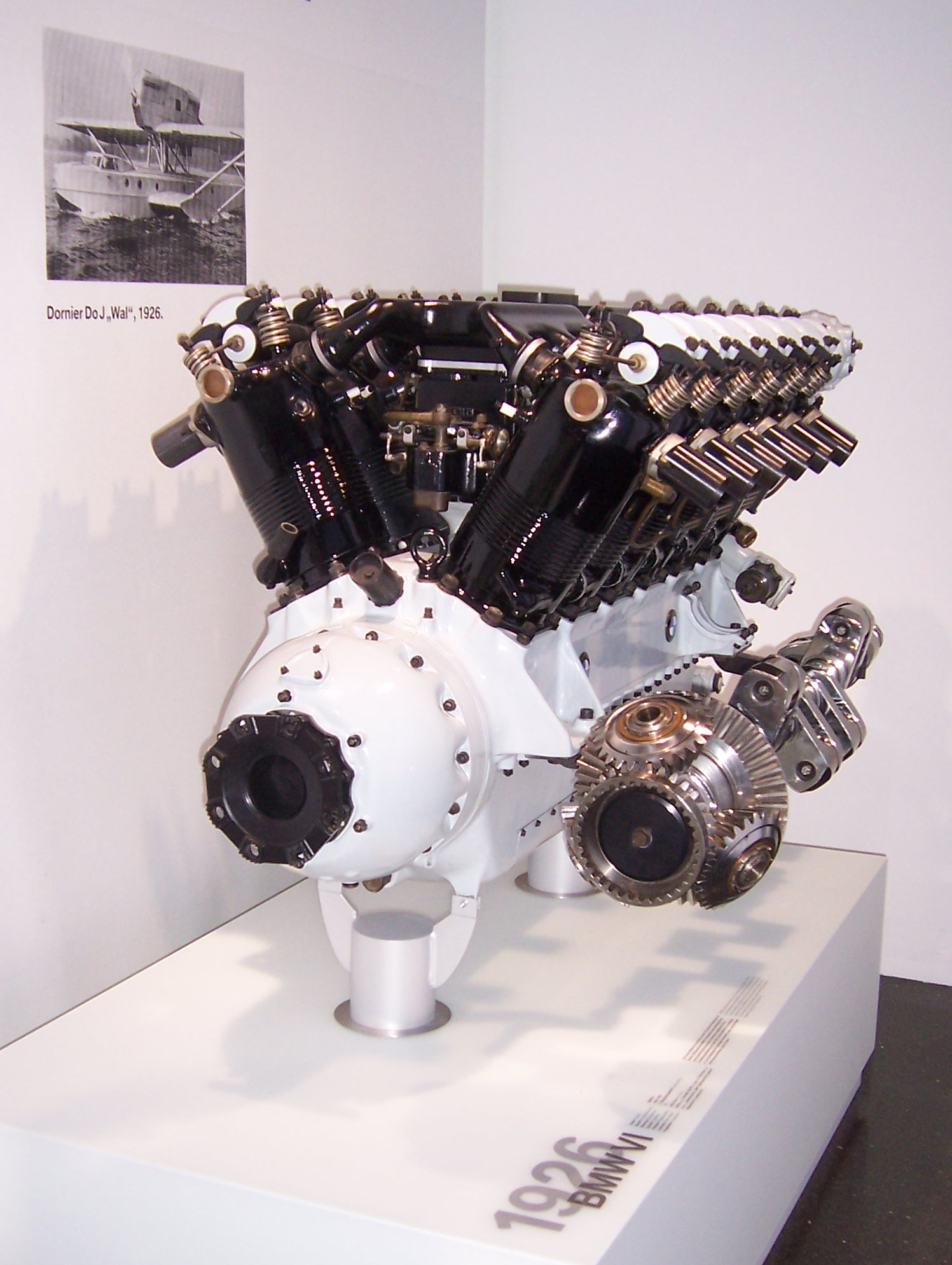
BMW VI mit Kurbelwelle

Des Weiteren fand er Anwendung in Panzerfahrzeugen als Mikulin M-17T:
- BT-7 und BT-7A
- T-28
- T-35

## Technische Daten
Durch die Verwendung von Anlenkpleueln resultiert ein unterschiedlicher Hub der beiden Zylinderbänke, weshalb sich der Hubraum des Ausgangsmotors BMW IV mehr als verdoppelt.

| Kenngrößen                 | Daten des BMW VI 7,3ZU                                            |
| -------------------------- | ----------------------------------------------------------------- |
| Bauart                     | Zwölfzylinder-V-Motor (60° Bankwinkel), zwei Ventile pro Zylinder |
| Bohrung                    | 160 mm                                                            |
| Hub                        | 190/199 mm (Anlenkpleuel)                                         |
| Hubraum                    | 46,9 Liter                                                        |
| Länge ohne Getriebe        | 1970 mm                                                           |
| Länge mit Getriebe         | 2060 mm                                                           |
| Breite                     | 844 mm                                                            |
| Höhe                       | 1057 mm                                                           |
| Trockenmasse ohne Getriebe | 510 kg                                                            |
| Trockenmasse mit Getriebe  | 545 kg                                                            |
| erhöhte Kurzleistung       | 750 PS (ca. 550 kW) bei 1.700 min−1                               |
| Dauerleistung              | 500 PS (ca. 370 kW) bei 1.485 min−1                               |